# برونو بیچیر
برونو بیچیر (اسپانیایی: Bruno Bichir‎؛ زاده ۶ اکتبر ۱۹۶۷) بازیگر مکزیکی است.
از کارهای معروف او می‌توان به بازی در فیلم کوچه میداک و هیچ‌کس پس از مرگمان از ما یاد نخواهد کرد اشاره کرد.